# Social Media Intelligence
Unter Social Media Intelligence (abgekürzt als SOCMINT) versteht man das Sammeln, Auswerten und Darstellen von User-Generated-Content auf Social-Media-Plattformen. Ziel ist es, Informationen zu sammeln und zu bündeln, um daraus Managemententscheidungen hinsichtlich der Gesamtunternehmensstrategie abzuleiten. Social Media Intelligence bezeichnet nicht eine einzelne Technik, sondern umfasst vielmehr den gesamten Prozess von der Bereitstellung der Daten bis zur Anwendung der Erkenntnisse. Neben dem wirtschaftlichen Aspekt der Social Media Intelligence, wird SOCMINT oder SMI auch zur Gewinnung nachrichtendienstlicher Erkenntnisse von den Geheimdiensten genutzt.
Der englische Ausdruck „intelligence“ (von lat. intellegere „verstehen“ von lat. inter „zwischen“ und legere „lesen, wählen“) bezeichnet die aus dem Sammeln und Aufbereiten erworbener Informationen gewonnenen Erkenntnisse.

## Begriff

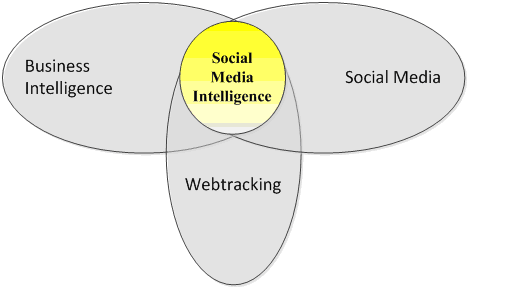
Begriffsherkunft Social Media Intelligence

Zur Definition des Oberbegriffs Social Media Intelligence lassen sich die Begriffe Social Media, Business Intelligence und Webtracking nicht klar voneinander abzugrenzen. Dennoch bilden einige Bereiche eine Schnittmenge, die als Social Media Intelligence verstanden werden können. Social Media kann entweder frei und unkontrolliert eingesetzt werden, auf der anderen Seite aber auch analysiert und ausgewertet zur Entscheidungsfindung beitragen. Das Webtracking verbindet die Auswertung von Webdaten der Homepage und der Daten, die Social-Media-Kanäle liefern. Im Bereich Business Intelligence können nicht nur Bewegungsdaten des täglichen Geschäftes analysiert werden, sondern auch Webaktivitäten, wie z. B. auf Facebook oder Twitter. Somit bildet sich ein gemeinsamer Nenner, der die Bereiche des Webtracking, Social Media und Business Intelligence miteinander vereint.

## Anwendungsbereiche
Social Media kann in vielen Unternehmensbereichen eingesetzt werden. Darüber hinaus ist das Anwendungsgebiet von Social Media Intelligence ebenso weiträumig anzusetzen.
Die am Markt vertretenen Social Media Intelligence Tools decken beispielsweise folgende Anwendungsfelder ab:
- Wettbewerbsbeobachtung
- Trend- und Marktanalyse
- Meinungsführeridentifikation
- Customer-Relationship-Management (CRM)
- Produkt- und Innovationsmanagement

Ein Forschungsfeld, welches stark mit der Disziplin Social Media Intelligence verknüpft wird, ist Social CRM.

## Kennzahlen und Scorecard
Aus den Anwendungsbereichen lassen sich vier Hauptgeschäftsbereiche eines Unternehmens ableiten, denen Kennzahlen zur Auswertung zugeordnet werden können.
Diese Kennzahlen können in quantitative und qualitative Kennzahlen unterschieden werden.
Eine quantitative Kennzahl sagt etwas über eine Menge oder Anzahl von Objekten oder die Häufigkeit von Vorgängen aus.
Eine qualitative Kennzahl ist im Gegensatz zu einer quantitativen Kennzahl schwieriger zu erfassen. Hierbei handelt es sich vor allem um Sentimentanalysen, bzw. Interpretationen von quantitativen Kennzahlen, im Verhältnis zur Unternehmenssituation.
Die vier Geschäftsbereiche, in die unterteilt wird, sind:
- Marketing und Kommunikation
- Vertrieb
- Support und Innovation
- Human Resources